# Allan Thompson
 Allan Thompson  er en tilbagevendende skurk i Tintin, optræder meget kort i Faraos cigarer, men spiller en større rolle i Krabben med de gyldne klosakse, hvor kaptajn Haddock holdes fast i sit alkoholmisbrug af ham for at han kan bruge deres skib til opiumssmugling. Senere – i Koks i lasten og Rute 714 til Sydney – er han kompagnon til Rastapopoulus. Han er grum og hidsig af natur.